# Isona i Conca Dellà
Isona i Conca Dellà ist eine katalanische Gemeinde (municipio) mit 1.046 Einwohnern (Stand: 2024) in der Provinz Lleida im Nordosten Spaniens. Sie liegt in der Comarca Noguera. Neben dem Hauptort Isona besteht die Gemeinde aus den Ortschaften Basturs, Benavent de la Conca, Biscarri, Conques, Covet, Figuerola de Orcau, Gramenet, Llordà, Montadó, Orcau, Sant Romá de Abella und Siall sowie die Wüstung Els Masos de Sant Martí.

## Geographische Lage
Isona i Conca Dellà liegt etwa 58 Kilometer nordnordöstlich von Lleida in einer Höhe von ca. 660 m. 

## Bevölkerungsentwicklung
| Jahr      | 1970 | 1981 | 1991 | 2001 | 2011 | 2021 |
| Einwohner | 1691 | 1596 | 1367 | 1206 | 1100 | 1060 |

## Sehenswürdigkeiten
- Burgreste in Basturs
- Burgruine von Llordà
- Marienkirche in Isona

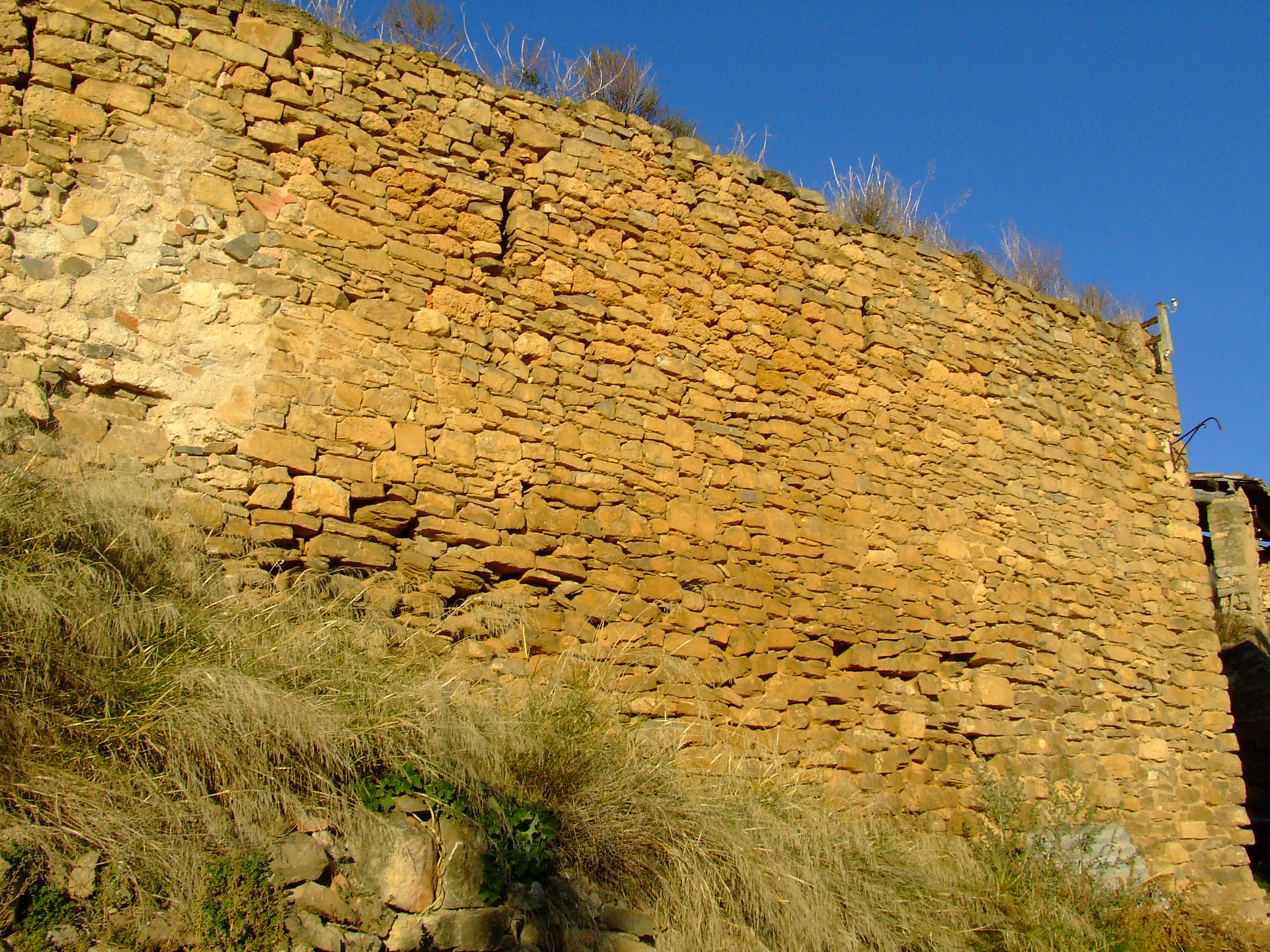
Burgrest in Basturs
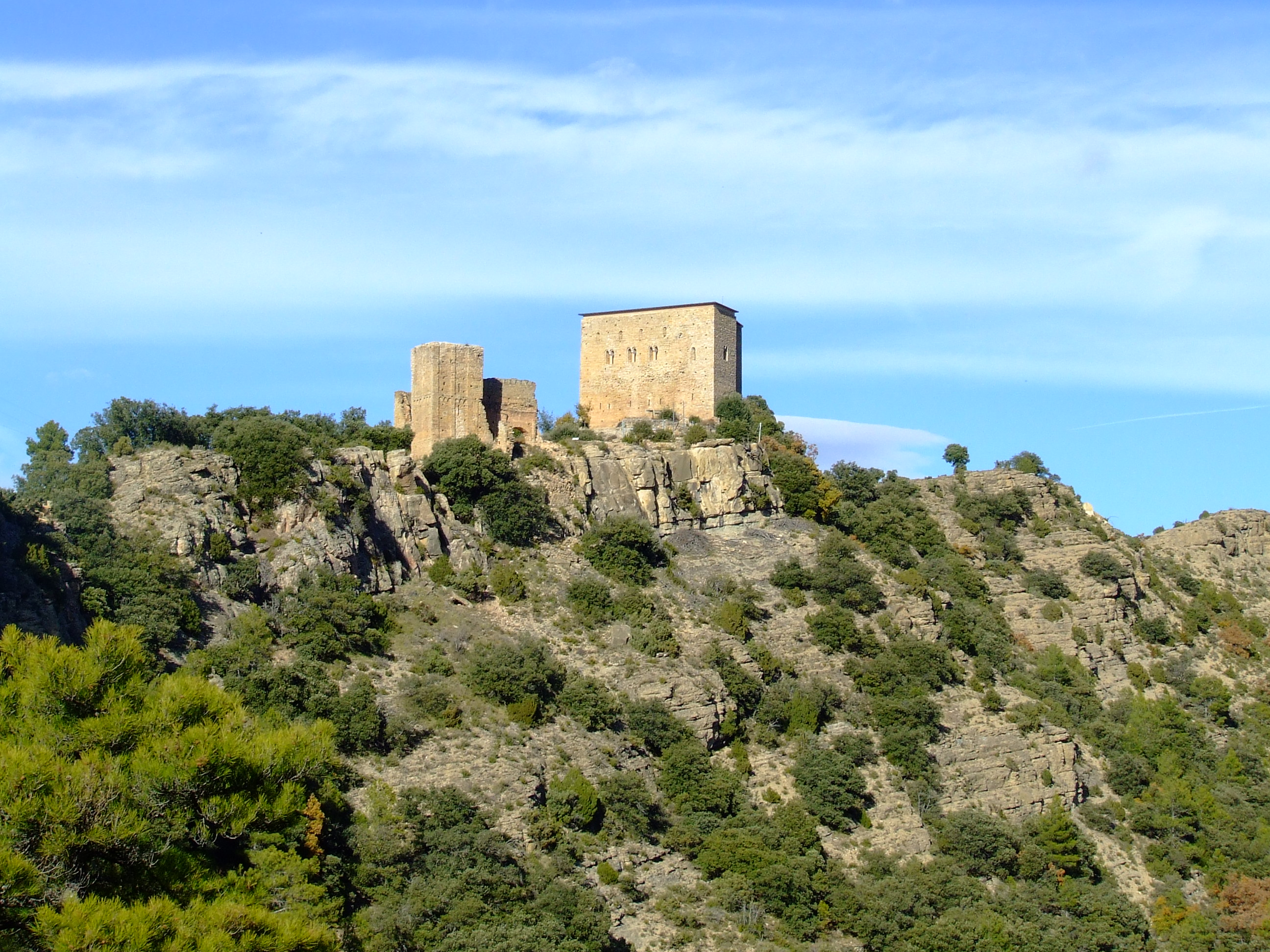
Burgreste in Llordà
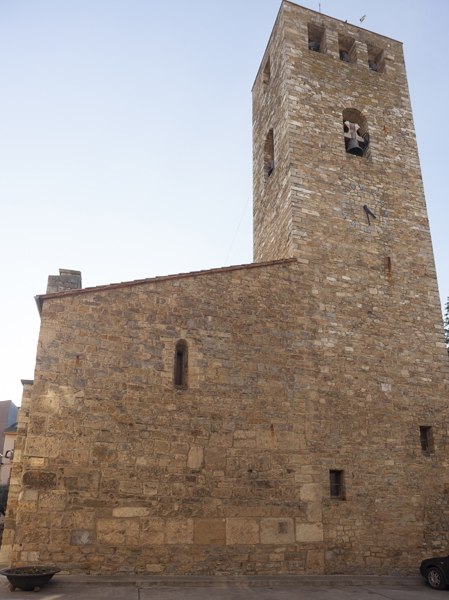
Marienkirche
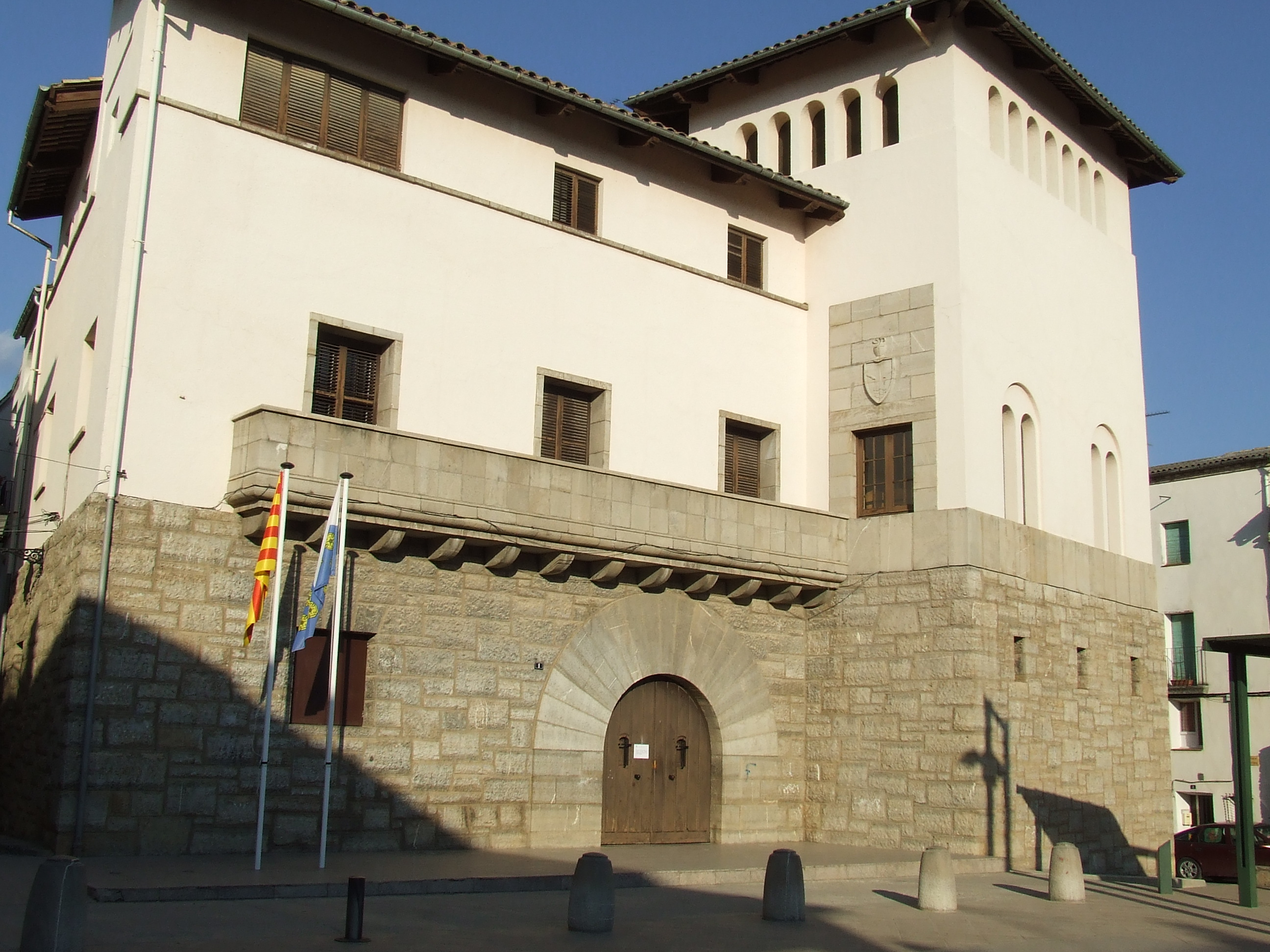
Rathaus
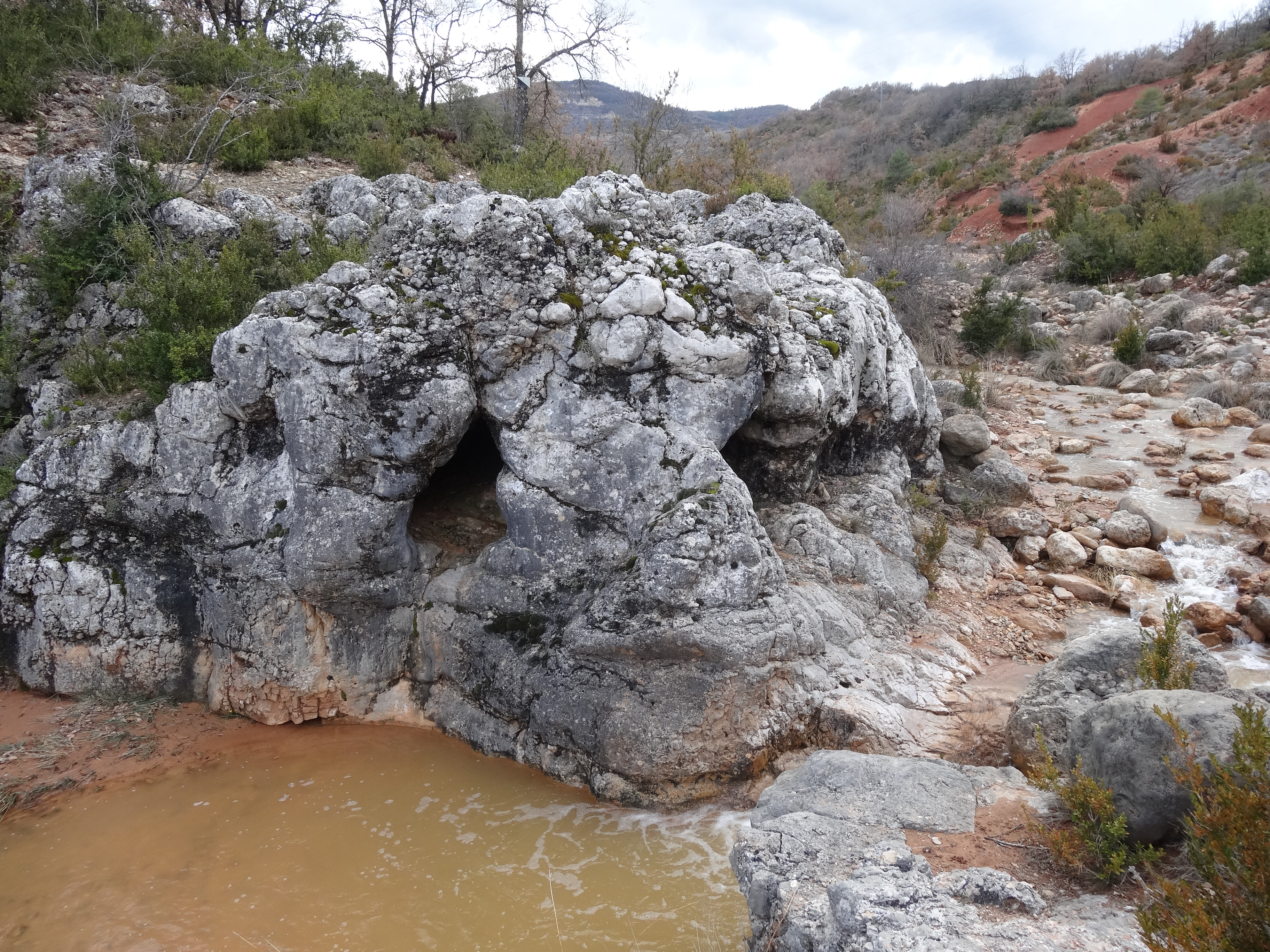
Der durchlochte Fels im Barranc de la Rovira